# In God's Country
"In God's Country" é uma canção da banda irlandesa de rock U2. É a sétima faixa e o quinto single do álbum The Joshua Tree, sendo lançado como single na América do Norte em 19 de novembro de 1987.

## Faixas
| N.º | Título                   | Duração |  |
| 1.  | "In God's Country"       | 2:57    |  |
| 2.  | "Bullet the Blue Sky"    | 4:32    |  |
| 3.  | "Running to Stand Still" | 4:20    |  |

## Paradas musicais
| Ano  | Parada                 | Posição |
| ---- | ---------------------- | ------- |
| 1987 | UK Singles Chart       | 48      |
| 1987 | Billboard Hot 100      | 44      |
| 1987 | Mainstream Rock Tracks | 6       |
| 1988 | Canadá RPM Top 100     | 25      |